# Christian Hinzpeter
Peter Christian Hinzpeter (* 23. Februar 1954 in Frankfurt am Main; † 3. Dezember 2021) war ein deutscher Fußballfunktionär.

## Leben

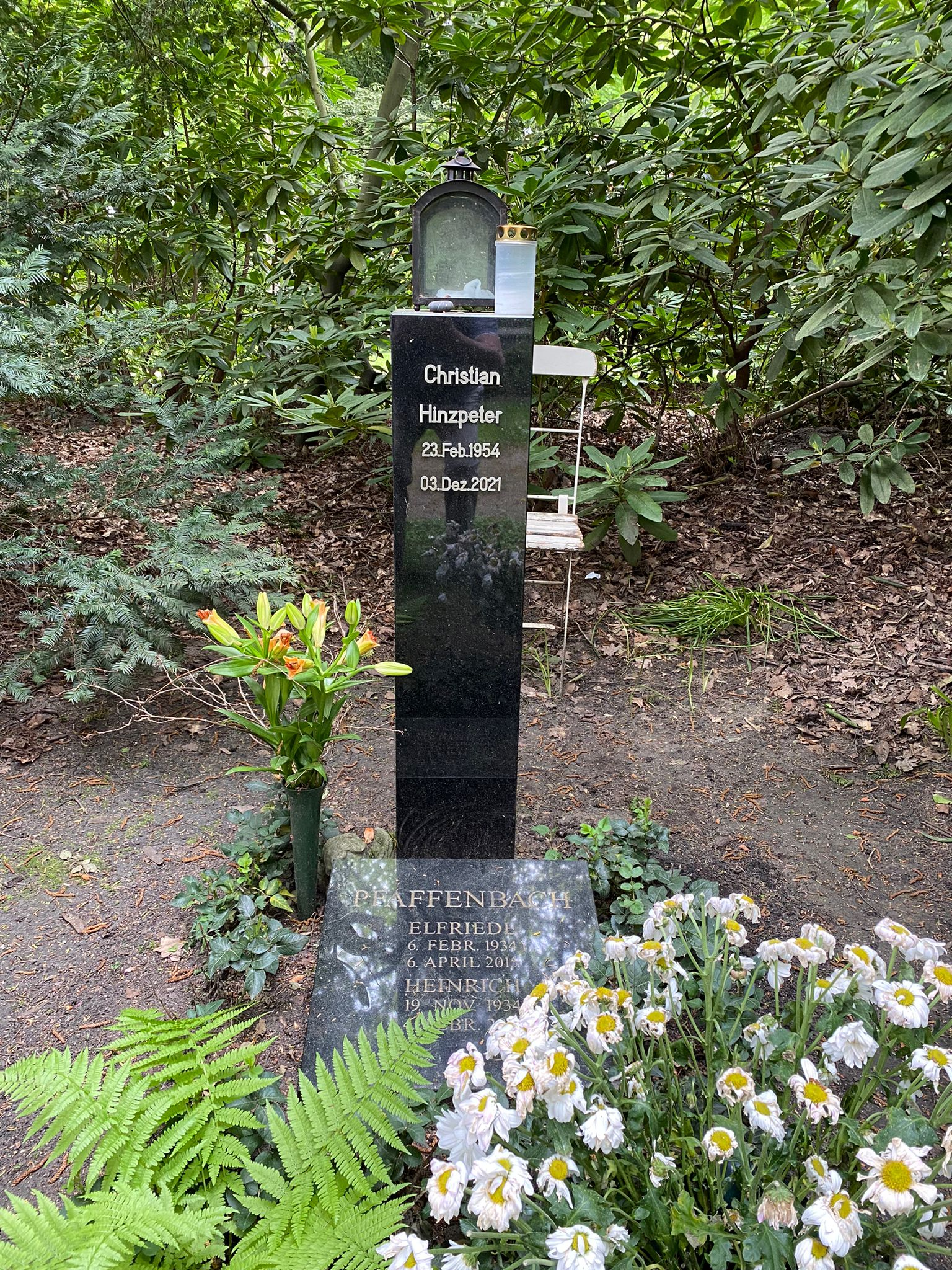
Grabstätte auf dem Friedhof Ohlsdorf

Hinzpeter kam in Frankfurt am Main zur Welt, wuchs später in München auf. Er wurde Anhänger des Fußballvereins TSV 1860 München; ab 1969 lebte er in Hamburg. Nach dem Abitur studierte Hinzpeter Rechtswissenschaft und war danach Mitarbeiter einer Hamburger Rechtsanwaltskanzlei. Seine Fußball-Leidenschaft führte er als Zuschauer von Heimspielen des FC St. Pauli fort. Bei dem Verein wurde er unter Präsident Otto Paulick Beisitzer im Vorstand. Von 1990 bis 1997 war Hinzpeter Vizepräsident und ab 1992 auch Geschäftsführer des FC St. Pauli. Er beendete seine hauptamtliche Tätigkeit bei dem Verein mit dem Ende der Hinrunde des Bundesliga-Spieljahres 1996/97. Zu seinen Aufgaben im Vorstand des Hamburger Vereins gehörten unter anderem Zuschauerbelange. In einem Nachruf bezeichnete St. Paulis Vorsitzender Oke Göttlich Hinzpeter als „Wegbereiter des FC St. Pauli in die Moderne“ und „einen großen Gestalter des Vereins“.
Ab 1998 war Hinzpeter als Kommunikationsdirektor des Sportveranstaltungsunternehmens Upsolut Sports AG tätig und als solcher unter anderem an der Planung und Durchführung der Cyclassics Hamburg, des Hamburger Triathlons und der Deutschland Tour beteiligt. Hinzpeter machte sich 2009 mit einer Kommunikationsagentur selbständig und nahm Beratertätigkeiten im Hamburger Sport, unter anderem für die Innen- und Sportbehörde der Hansestadt sowie den Hamburger Sportbund, wahr. Gemeinsam mit Thomas Beyer war er 2011 Urheber des Planungsentwurfs der sportpolitischen Entwicklung in Hamburg bis zum Jahr 2021. Im Rahmen der erwogenen Bewerbung Hamburgs um die Olympischen Sommerspiele 2024 erarbeitete sein Unternehmen die Werbekampagne. Hinzpeter war Moderator der Veranstaltung Hamburg Soiree, bei der er Gespräche mit namhaften Gästen aus Politik und Sport führte. Er war als Beisitzer Mitglied des Sportgerichts des Deutschen Fußball-Bunds.
Christian Hinzpeter erhielt seine letzte Ruhestätte auf dem Friedhof Ohlsdorf. Sie liegt südöstlich von Kapelle 2 im Planquadrat T 20.